# Ponte (Guimarães)
Ponte es una freguesia portuguesa del concelho de Guimarães, con 7,85 km² de superficie y 6.597 habitantes (2001). Su densidad de población es de 840,4 hab/km².